# ジム・カミングス
ジム・カミングス（Jim Cummings、1952年11月3日 - ）は、アメリカ合衆国の男性声優。オハイオ州ヤングスタウン出身。ルイジアナ州ニューオーリンズ育ち。

## 受賞・ノミネート
- アニー賞
  - 1992年声優賞受賞『ダックにおまかせ ダークウィング・ダック』（ダークウィング・ダック役）[1]
  - 1993年声優賞受賞『パパはグーフィー』（ピート役）[1]
  - 1995年声優賞候補『バンプ・イン・ザ・ナイト』（Mr.バンピー役）[1]
  - 2004年アニメ映画声優賞候補『ジャングル・ブック2』（カー役）[1]
  - 2012年アニメ映画声優賞候補『ノミオとジュリエット』（フェザーストーン役）[1]
  - 2013年アニメ映画声優賞候補『Zambezia』（"Budzo役）[1]
- 2008年デイタイム・エミー賞アニメ番組部門パフォーマンス賞候補『プーさんといっしょ』（ティガー役）[1]
- 2010年ブラック・リール賞ベスト・アンサンブル賞候補：『プリンセスと魔法のキス』[1]

## 出演作品
※太字はメインキャラクター。

### テレビアニメ
- アイアンマン（ジム・ローディス / ウォーマシン〈2代目〉、モードック、グレイ・ガーゴイル / ポール・ピエール・デュバル 他）
- アニマニアックス（ナレーター、アナウンサー 他）
- アラジンの大冒険（ラズール、ファルーク 他）
- インヴェイジョンUSA（ロマック少佐）
- ウィッチ -W.I.T.C.H.-（トライダート）
- おくびょうなカーレッジくん（キツネ）
- おさるのジョージ（シェフのピスゲッティ、ジャンピー、クィント 他）
- カートゥーンオールスターズ（プー、ティガー）
- キャットドッグ（キャット）
- キャプテン・プラネット（スライ・スラッジ〈2代目〉）
- キング・オブ・ザ・ヒル（ジミー、マーク 他）
- くまのプーさん
  - 新くまのプーさん（プー）
  - くまのプーさん いつまでも友達（プー）
  - プーさんといっしょ（プー、ティガー）
- ジミー・ニュートロン 僕は天才発明家!（アッティラ・ザ・フン）
- ザ・シンプソンズ（ダンキン）
- ザ・バットマン（テンブラー、ビック）
- ザ・リプレイス 大人とりかえ作戦（リングアナウンサー）
- ジャッキー・チェン・アドベンチャー（ハク・フー〈初代〉）
- スーパーマン（ファントムゾーンの怪物）
- スペースレンジャー バズ・ライトイヤー（エイリアンの父親）
- スター・ウォーズ クローン・ウォーズ（テレビアニメ）（ホンドー・オナカー）
- スパイダーマン（ハーマン・シュルツ / ショッカー、マンスパイダー）
- スペクタキュラー・スパイダーマン（クラッシャー・ホーガン）
- スワットカッツ（市長マンクス）
- ソニック・ザ・ヘッジホッグ（ドクター・ロボトニック）
- ターザン（タントー、ステイケイト中佐、メルクス）
- 戦え!超ロボット生命体トランスフォーマー2010（アフターバーナー、リッパースナッパー、シャークトロン）
- ダック・ドジャース（タスマニアンデビル、父親、テレビ司会者）
- ダックにおまかせ ダークウィング・ダック（ダークウィング・ダック / ドレイク・マラード、ネガダック）
- ダンボのサーカス（ライオネル）
- チップとデールの大作戦（モンタリー・ジャック〈2代目〉、ファットキャット、ニムナル教授、ジョリー・ロジャー、ラット・カポネ）
- チャウダー（キムチの父）
- 超人ハルク（アブソービング・マン）
- チョーク・ゾーン（キング・グリム、キューピット）
- ティーン・タイタンズ（マスター・オブ・ゲーム、ワイルドビースト〈初代〉）
- テイルスピン（ルーイ、ドン・カルナージ、ジャック）
- ハウス・オブ・マウス（ピート、ビッグ・バッド・ウルフ、ハンフリー、キング・ラリー、プー、カー、ラズール、エド）
- バットマン（タイガラス、ピエロのジェコー）
- ハムナプトラ（イムホテップ）
- パパはグーフィー（ピート）
- パワーパフガールズ（ファジー・ラムキンズ）
- バンプ・イン・ザ・ナイト（Mr.バンピー）
- 101匹わんちゃん（大佐、エドピッグ市長）
- ビリー&マンディ（ネイザルマンサー、ナード1）
- ファミリー・ガイ（プー）
- ベイビーフィリックス（ロックボトム）
- ポケットモンスター（アバン・ナレーション）
- ピンキー&ブレイン（オーソン・ウェルズ）
- ミッキーマウス クラブハウス（ピート）
- ミュータン・タートルズ（シュレッダー / 沢木尾禄〈3代目〉、レザーヘッド）
- ライオンキングのティモンとプンバァ（エド）
- リトル・マーメイド
- リロ・アンド・スティッチ ザ・シリーズ（ロデオのアナウンサー）
- LEGO スター・ウォーズ/フリーメーカーの冒険（ホンドー・オナカー）
- わんぱくダック夢冒険 伝説の黄金（エル・キャピタン）

### 劇場アニメ
- アナスタシア（ラスプーチンの歌声）
- アラジン（ラズール、ファルーク）
- アンツ（警備のアリ）
- エル・ドラド 黄金の都（コルテス）
- グーフィー・ムービー ホリデーは最高!!（ピート）
- くまのプーさん 完全保存版II ピグレット・ムービー（プー）
- くまのプーさん ザ・ムービー/はじめまして、ランピー!（プー、ティガー）
- ジミー・ニュートロン 僕は天才発明家!（ウルトラ・ロード）
- ジャングル・ブック2（カー、ハティ）
- シュレック（親衛隊隊長）
- ターザン
- ティガー・ムービー プーさんの贈りもの（プー、ティガー）
- 天空の城ラピュタ（モウロ将軍）
- バルト（スティール）
- ビー・ムービー（タイトル・ナレーション、グラデュエーション・アナウンサー）
- プリンセスと魔法のキス（レイ）
- ライオン・キング（エド）
- ワンス・アポン・ア・スタジオ -100年の思い出-（プー、バルー、ジィギー）

### OVA
- アラジン ジャファーの逆襲（ラズール）
  - アラジン完結編 盗賊王の伝説（ラズール）
- くまのプーさん クリストファー・ロビンを探せ!（プー）
- くまのプーさん 冬の贈りもの（プー、ティガー）
- くまのプーさん ランピーとぶるぶるおばけ（プー、ティガー）
- くまのプーさん ルーの楽しい春の日（プー、ティガー）
- 史上最強のグーフィー・ムービー Xゲームで大パニック!（ピート）
- ジャングル・ブック2（カー、ハティ）
- スクービー・ドゥーのゾンビ島（ジャック）
- ターザン&ジェーン（タントー）
- 天使のわんちゃん/チャーリーとイッチー（ジングル）
- トムとジェリー魔法の指輪（ブッチ）
- ノートルダムの鐘II（大助祭）
- 美女と野獣 ベルの素敵なプレゼント（ヴァリアス）
- ピーター・パン2 ネバーランドの秘密（海賊ヘリウス）
- 101匹わんちゃんII パッチのはじめての冒険（ドーソン）
- ブラザー・ベア2（ベーリング、チルクット）
- ポカホンタスII/イングランドへの旅立ち（ジェームス1世）
- ミッキー、ドナルド、グーフィーの三銃士（ピート）
- ミッキーのクリスマスの贈りもの（ピート）
- ミッキーの悪いやつには負けないぞ!（エド）
- ライオン・キング2 シンバズ・プライド（スカー）
- ライオン・キング3 ハクナ・マタタ（エド）
- リトル・マーメイドIII はじまりの物語（トリトン）

### ゲーム
- キングダム ハーツ シリーズ
  - キングダム ハーツ（プー、ティガー）
  - キングダム ハーツII（ピート、プー、ティガー、エド）
  - キングダム ハーツ Re:チェイン オブ メモリーズ（プー、ティガー）
  - キングダム ハーツ 358/2 Days（ピート）
  - キングダム ハーツ バース バイ スリープ（ピート、プー、ティガー）
  - キングダム ハーツ Re:コーデッド（ピート）
  - キングダム ハーツ 3D ［ドリーム ドロップ ディスタンス］（ピート、ジュリアス）
- Baldur's Gateシリーズ
  - Baldur's Gate（ミンスク、ゴライオン、ムラヘイ、タゾク、オーガメイジ）
  - Baldur's Gate II: Shadows of Amn（ミンスク、ファークラーグ、レッド・ドラゴン、カーン・ザーラー、オーガ、ジンニー）
  - Baldur's Gate II: Throne of Bhaal（ミンスク、アバジガル、グロムニール、ゴライオン、マスターレイス、クロマティックデーモン、サラドレックス、デモゴルゴン）
- Kinect: ディズニーランド・アドベンチャーズ（プー、ティガー、チシャ猫）
- ターザン（タントー）
- T.M.N.T. タートルズ イン タイム（シュレッダー）
- ティーン・タイタンズ（マスター・オブ・ゲーム、ワイルドビースト）
- Painkiller（アラストル）
- The Elder Scrolls V: Skyrim - The Dark Brotherhood のメンバー Festus Krex 役、Dragonsreach の Court wizard Farengar Secret-Fire 役（2011年）

### 映画
- スモール・ソルジャーズ（オキュラの声）
- ページマスター（ジョン・シルヴァー船長の声）
- ベイブ/都会へ行く（ペリカンの声）

### ビデオ映画
- コミックブック・ザ・ムービー（本人役、ドクター・セドリックの声）

### 吹き替え
- 僕は、パリに恋をする（ドン、税関職員）

### 人形劇
- ザ・ブック・オブ・プー（プーの声、ティガーの声）
- きかんしゃトーマス 魔法の線路（ティーザー広告のナレーション）

### その他
- パワーパフガールズ（パイロット版）（ファジー・ラムキンズ、市長）
- ふしぎの国のアリスDVD映像特典（チェシャ猫）
- ブロックバスター・ビデオ（CMナレーション）
- MTVムービー・アワード1995年度授賞式（本人出演）
- MTVムービー・アワード2000年度授賞式（アナウンス）